# Žemliare
Žemliare (em húngaro: Zsemlér) é um município da Eslováquia, situado no distrito de Levice, na região de Nitra. Tem 4,43 km² de área e sua população em 2018 foi estimada em 154 habitantes.

## Demografia
| Ano:        | 1994 | 2004    | 2014   | 2024   |
| ----------- | ---- | ------- | ------ | ------ |
| Broj ljudi: | 180  | 157     | 161    | 153    |
| Razlika:    |      | -12,77% | +2,54% | -4,96% |

| Ano:               | 2023 | 2024   |
| ------------------ | ---- | ------ |
| Número de pessoas: | 152  | 153    |
| Diferença:         |      | +0,65% |